# Ordinary Joe
Ordinary Joe é uma série de televisão estadunidense criada por Matt Reeves que estreou em 20 de setembro de 2021 na NBC. A série, produzida pela 20th Television e Universal Television, é co-desenvolvida e co-produzida por Garrett Lerner e Russel Friend.

## Elenco e personagens

### Principal
- James Wolk como Joe Kimbreau
- Natalie Martinez como Amy Kindelán
- Elizabeth Lail como Jenny Banks
- Charlie Barnett como Eric Payne

### Recorrente
- David Warshofsky como Frank Kimbreau
- Anne Ramsay como Gwen Kimbreau
- Adam Rodriguez como Bobby Diaz
- John Gluck como Christopher, filho de Joe e Jenny
- Joe Carroll como Ray
- Gabrielle Byndloss como Mallory
- Jason Burkey como Darren
- Jack Coleman como Dr. Douglas Banks
- Christine Adams como Regina Diaz

## Recepção
No Rotten Tomatoes, a série tem um índice 47% de aprovação, com uma nota média de 6,7/10, baseado em 19 críticas. O consenso dos críticos do site diz: "Ordinary Joe tem um começo e uma premissa atraentes, mas é difícil ver se seus cronogramas triplos resultarão em uma temporada satisfatória de televisão".  O Metacritic, que usa uma média ponderada, atribuiu uma pontuação de 64 de 100 com base em 15 avaliações, indicando "críticas geralmente favoráveis".